# Sympherta splendens
Sympherta splendens är en stekelart som först beskrevs av Gabriel Strobl 1903.  Sympherta splendens ingår i släktet Sympherta och familjen brokparasitsteklar. Arten är reproducerande i Sverige. Inga underarter finns listade i Catalogue of Life.